# Haruna (incrociatore da battaglia)
La Haruna (榛名?) era un incrociatore da battaglia della Marina imperiale giapponese. Quarta ed ultima unità della classe Kongo, deve il suo nome al monte omonimo ed entrò in servizio nei primi anni dieci. Completamente rimodernato negli anni trenta come nave da battaglia veloce, prese parte alla seconda guerra mondiale. Fu affondato da aerei americani il 28 luglio 1945, mentre era ormeggiato nella base navale di Kure.

## La costruzione e la prima guerra mondiale
La costruzione dell'incrociatore da battaglia Haruna venne intrapresa presso il cantiere navale giapponese di Kōbe, il 16 marzo 1912. La nave era stata ordinata dalla Marina Imperiale Giapponese l'anno precedente, come quarta ed ultima unità della classe Kongo. Lo scafo venne varato il 14 dicembre 1913, ed il vascello entrò in servizio il 19 aprile 1915. La nave prese parte alla prima guerra mondiale, compiendo una serie di crociere nell'Oceano Pacifico. Durante una di queste, nel 1917, rimase danneggiata in seguito all'urto con una mina, che era stata precedentemente depositata dall'incrociatore ausiliario tedesco Wolf. Nel dicembre dello stesso anno, la nave fu posta in riserva.

## Il periodo tra le due guerre
Tornata successivamente in servizio, l'Haruna il 12 settembre 1920 rimase vittima di un'esplosione che danneggiò in modo piuttosto grave la torre numero 1, uccidendo sette uomini. L'esplosione fu causata dalla detonazione di un proiettile nella canna. La nave fu quindi riparata a Yokosuka, dove l'elevazione massima dei cannoni fu incrementata di sette gradi. Tre mesi dopo, la nave fu nuovamente posta in riserva.

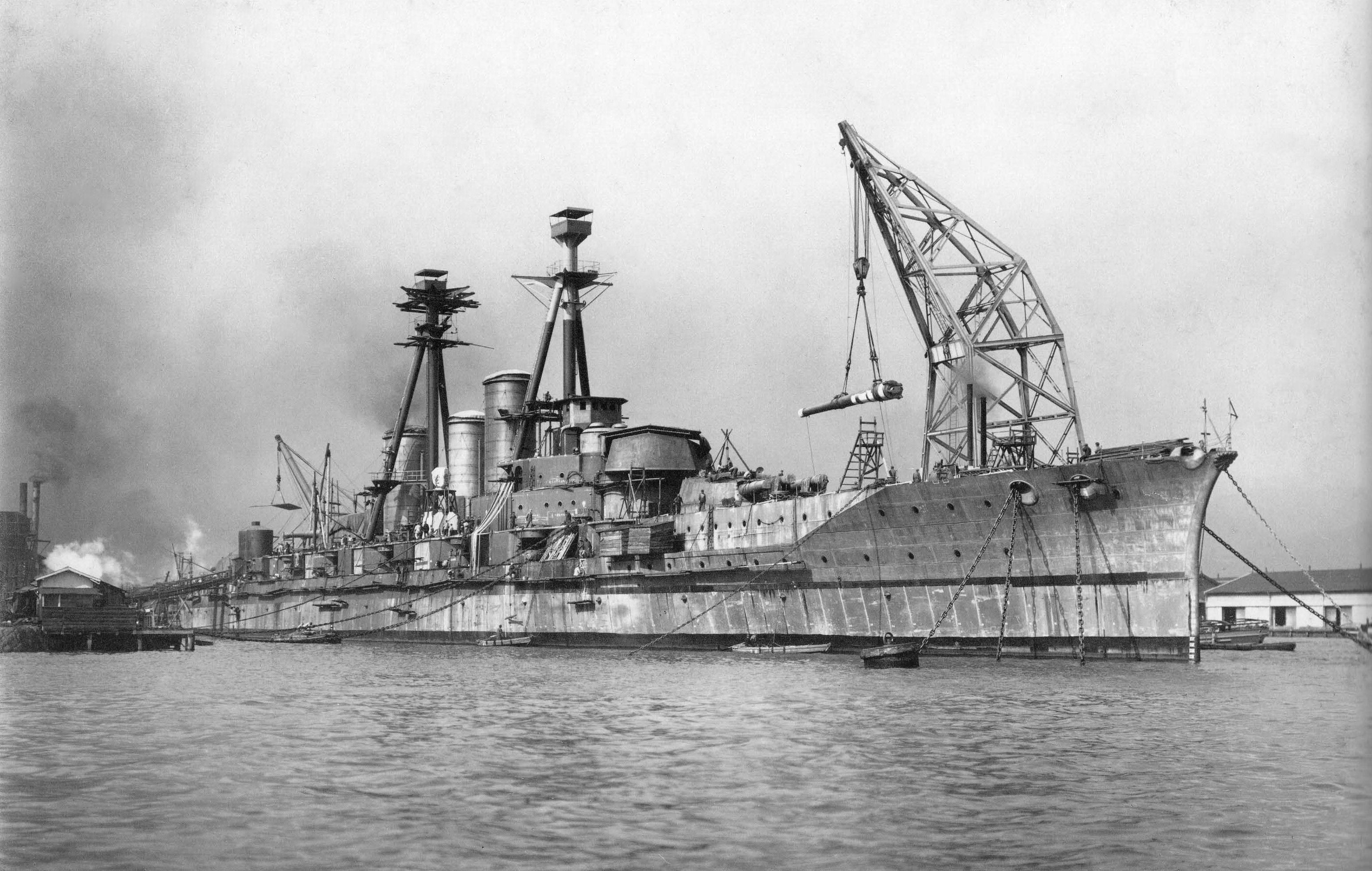
La nave in costruzione nel 1914

Il Giappone aveva aderito al Trattato navale di Washington, che nella sostanza ponevano precise limitazioni di dislocamento alla marina giapponese, in rapporto con la Royal Navy e la United States Navy. In pratica, il Giappone non poteva costruire navi da battaglia fino al 1931. Quindi, i vertici della marina decisero di modernizzare le navi di cui già disponevano. L'Haruna fu la prima nave giapponese ad essere sottoposta a modifiche. Nel 1926, fu portata a Yokosuka, dove rimase per due anni. Al termine dei lavori, erano state rinforzate le corazzature orizzontali vicino al deposito munizioni, e lo scafo fu modificato per potenziare l'apparato propulsivo. Le trentasei caldaie Yarrow furono sostituite con sedici Brown-Curtis Inoltre, fu montato l'equipaggiamento per imbarcare tre aerei Tipo 90 Modello 0. Queste modifiche portarono ad un incremento del dislocamento tale che la nave violava i trattati di Washington. L'Haruna, ora capace di una velocità di 29 nodi, fu riclassificata nave da battaglia.

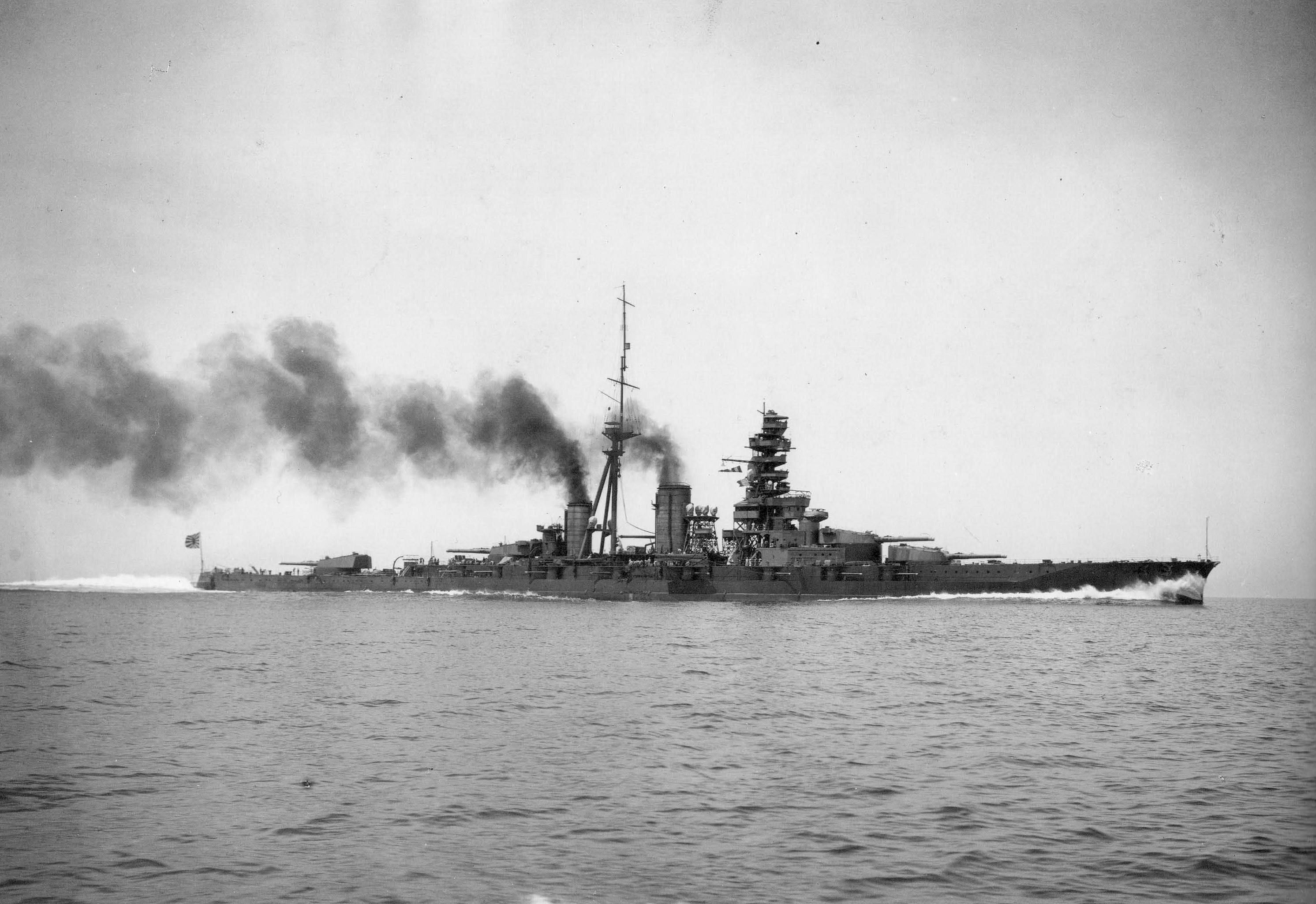
LHaruna nel 1928

Il 25 febbraio 1933, la Società delle Nazioni condannò il Giappone per l'invasione della Manciuria. L'Impero del Sol Levante, quindi, decise di abbandonare l'organizzazione, ed uscì anche dal trattato navale. Libero dai vincoli di quest'ultimo, riprese la costruzione di grandi unità.
Il 1º agosto 1933, la nave fu ormeggiata presso la base navale di Kure, con lo scopo di modificarla per renderla capace di scortare le veloci portaerei all'epoca in costruzione. L'impianto propulsivo fu sostituito con 11 caldaie Kampon, oltre a nuove turbine. Inoltre, fu modificata la componente aerea imbarcata: infatti, vennero installate delle catapulte idonee per l'utilizzo di tre Nakajima E8N o Kawanishi E7K. La corazzatura fu incrementata notevolmente: la cintura corazzata venne aumentata di 20 centimetri, e le torri di 23, così come quella del ponte (da 3,8 a 7 centimetri di incremento). La velocità aumentò fino a raggiungere i 30 nodi, nonostante l'aumento di dislocamento: l'Haruna fu quindi riclassificata corazzata veloce.

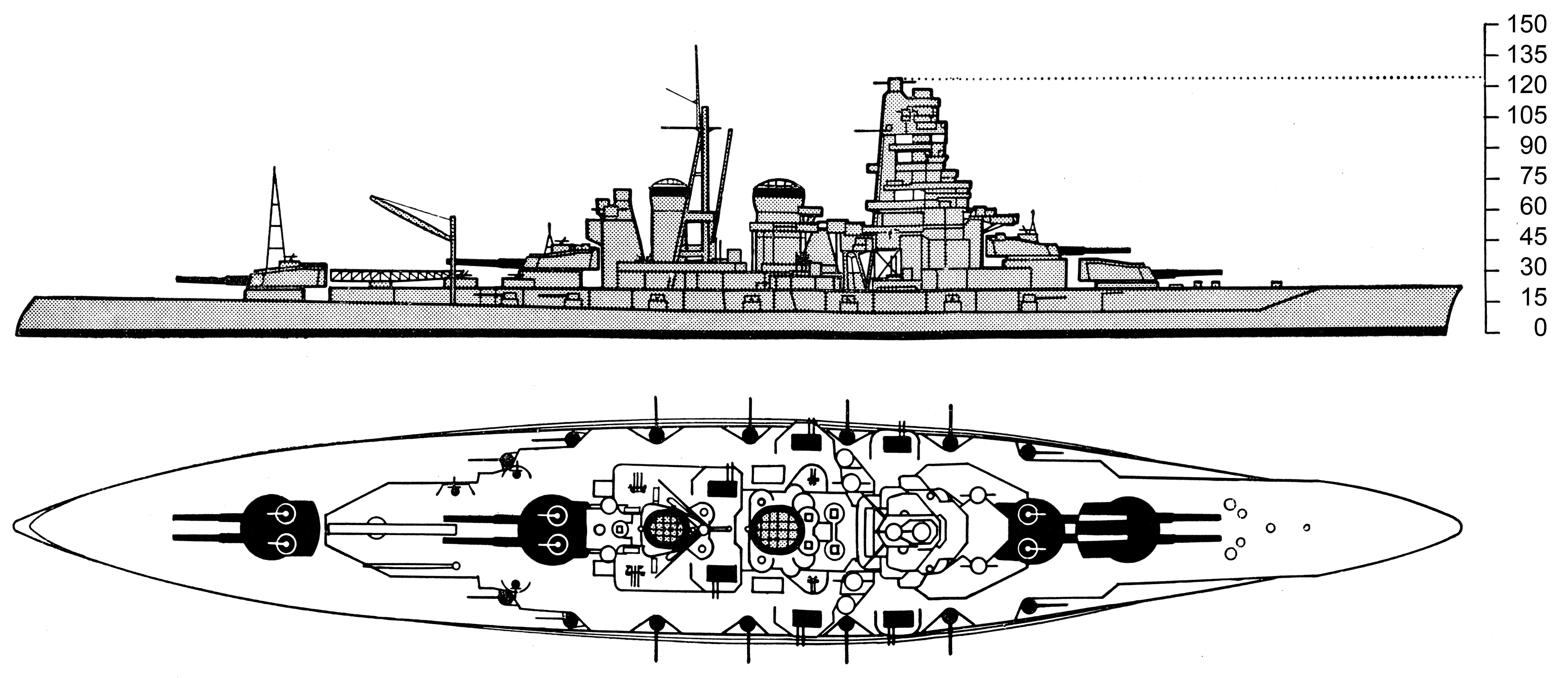
Schema costruttivo dellHaruna

## La seconda guerra mondiale
Nei primi anni della seconda guerra mondiale, l'Haruna fu ampiamente utilizzata. Infatti, nel dicembre 1941 prese parte all'invasione della Malaysia, e all'inizio del 1942 appoggiò le operazioni per la conquista della Indie orientali olandesi, partecipando a molte azioni. Per la sua velocità, operò spesso con le portaerei. Rimasta leggermente danneggiata da una bomba durante la battaglia delle Midway, in agosto prese parte alla campagna di Guadalcanal: il 14 ottobre, con la gemella Kongo, bombardò l'aeroporto americano di Henderson Field. In seguito, prese parte anche ad altre azioni in zona.
Rimasta praticamente inattiva durante il 1943 ed i primi mesi del 1944, l'Haruna tornò in azione nell'ambito della difesa delle isole Gilbert, e combatté nella battaglia del Mare delle Filippine, dove fu anche colpita da una bomba. Successivamente, la nave fu impiegata anche nella battaglia del Golfo di Leyte, l'ultima uscita in forze della Marina imperiale nipponica.
La nave da battaglia rimase per tutto il 1945 in acque giapponesi. Il 19 marzo, mentre era ormeggiata a Kure, l'Haruna fu colpita da aerei americani. Il 28 luglio successivo, mentre era ancora ormeggiata nei pressi dell'arsenale, fu centrata e affondata da bombe sganciate da aerei della Task Force 38.
Il relitto fu recuperato nel 1946 e la demolizione fu completata nel 1948.